# Nemertesia pinnatifida
Nemertesia pinnatifida är en nässeldjursart som beskrevs av Vervoort och Watson 2003. Nemertesia pinnatifida ingår i släktet Nemertesia och familjen Plumulariidae. Inga underarter finns listade i Catalogue of Life.